# 三八式重機槍
三八式重機槍（日语：明治三十八年式機関銃）是日本帝國陸軍於1909年列裝的氣冷式重機槍。由南部麒次郎少佐設計，重點改進1902年日軍採用的保式重機槍在日俄戰爭中出現的弊病。

## 概要
由南部麒次郎少佐設計於明治38年。這把槍是風冷機槍，安裝在三腳架上並可以操作。口徑6.5毫米，全長1448毫米，槍重28公斤，三腳架重量21.672公斤。全總重量為55.5公斤。使用30發保彈板供彈。一般發射速度為每分鐘450發，熟練的機槍手可達600發。
在1909年11月(明治42年)的射擊測試中，三八式重機槍的槍管壽命為10,000發或更少。投產後取代了保式重機槍和霍奇克斯M1897重機槍自1902年以來的現役地位。
曾投入第一次世界大戰中對德意志帝國的青島戰役 (1914年仿製的三年式重機槍未投入一戰) ，而一戰結束後乃至第二次世界大戰三八式重機槍逐漸被三年式重機槍與九二式重機槍取代，轉為預備役。
保式重機槍、三八式重機槍以及三年式重機槍等日本仿製的重機槍皆為法國製霍奇克斯M1897重機槍的改進衍生型。

## 改進點和缺點
西元1905年(明治三十八年)，日俄戰爭結束後，日軍發現了其投入戰爭的保式重機槍有諸多缺點，便做了以下的重點改進
- 添加了一個油箱以將潤滑油施加到殼體上。這有利於殼體的抽出，油脂的潤滑有利於板機部分的操作。
- 藥室後部的形狀已得到改善。改進了將彈頭滑入室內的部件，以確保可靠的裝載。
- 提取器和圓筒的結構增強。
- 改進安全裝置，加強結構。
- 採用無需拉動扳機即可連續擊發的裝置。

雖然南部麒次郎少佐改進了上述缺陷，依然有以下問題存在
- 槍管更換不易。
- 閂子為固定式，維修較困難。
- 由於擊發器是與活塞相連的，因此很容易突破擊發器，其本身也很容易損壞。
- 將彈板插入槍中需要一些技巧。另外，由於齒輪是在子彈發送機構中使用的，因此有時彈板在裝填時子彈會彈起。
- 為了改變三腳架的形狀，必須先架高起來，且需要多人的協助。

後來的三年式重機槍獲得了以上的改良。